# Дескурайния
Дескура́йния, Декуре́ния, Дескуре́ния (лат. Descurainia), или Кружевни́ца, — род травянистых растений семейства Капустные (Brassicaceae). Встречается в умеренном климате, главным образом в Северной Америке, несколько видов в Евразии и Африке.
Назван в честь французского фармацевта и ботаника Франсуа Декюрена (22 августа 1658 — 17 или 18 марта 1740).

## Ботаническое описание
Однолетние или многолетние травы.
Листья дважды или трижды перисто-рассечённые на узкие, до нитевидных, доли.
Чашелистики косо вверх стоящие или простёртые. Лепестки разных оттенков жёлтого цвета.
Плод — тонкий, двустворчатый стручок.

## Классификация

### Таксономия[5]
Descurainia Webb & Berthel., 1836, Hist. Nat. Iles Canaries 3(2; 1): 72
Род Дескурайния относится к семейству Капустные (Brassicaceae) порядка Капустоцветные (Brassicales). Кладограмма в соответствии с Системой APG IV по состоянию на июнь 2023 года:
|  |                                      |  |                                   |                                   |                     |  | ещё 16 семейств |              |                 |                                                           |
|  |                                      |  |                                   |                                   |                     |  |                 |              |                 | 49 подтвержденных видов и 2 вида, ожидающих подтверждения |
|  |                                      |  |                                   | порядок Капустоцветные            |                     |  |                 |              | род Дескурайния |                                                           |
|  |                                      |  |                                   | порядок Капустоцветные            |                     |  |                 |              | род Дескурайния |                                                           |
|  | отдел Цветковые, или Покрытосеменные |  |                                   |                                   | семейство Капустные |  |                 |              |                 |                                                           |
|  | отдел Цветковые, или Покрытосеменные |  |                                   |                                   |                     |  |                 |              |                 |                                                           |
|  |                                      |  | ещё 63 порядка цветковых растений | ещё 63 порядка цветковых растений |                     |  |                 | ещё 354 рода | ещё 354 рода    |                                                           |
|  |                                      |  |                                   | ещё 63 порядка цветковых растений |                     |  |                 |              | ещё 354 рода    |                                                           |

### Виды
- Descurainia adenophora  (Wooton & Standl.) O.E.Schulz
- Descurainia adpressa  Boelcke
- Descurainia altoandina  Romanczuk
- Descurainia antarctica  O.E.Schulz
- Descurainia argentea  O.E.Schulz
- Descurainia artemisioides Svent. — Дескурайния полынновидная
- Descurainia athrocarpa  (A.Gray) O.E.Schulz
- Descurainia bourgaeana  (E.Fourn.) Webb ex O.E.Schulz
- Descurainia bourgeauana  (E.Fourn.) O.E.Schulz
- Descurainia brevifructa  Boelcke ex Mart.-Laborde
- Descurainia brevisiliqua  (Detling) Al-Shehbaz & Goodson
- Descurainia californica  O.E.Schulz
- Descurainia canoensis  Al-Shehbaz
- Descurainia cleefii  Al-Shehbaz
- Descurainia cumingiana  (Fisch. & C.A.Mey.) Prantl
- Descurainia depressa  Reiche
- Descurainia erodiifolia  Reiche
- Descurainia gilva  Svent.
- Descurainia gonzalezii  Svent.
- Descurainia hartwegiana  (E.Fourn.) Britton
- Descurainia heterotricha  Speg.
- Descurainia impatiens  O.E.Schulz
- Descurainia incana  (Bernh. ex Fisch. & C.A.Mey.) Dorn
- Descurainia incisa  (Engelm.) Britton
- Descurainia kenheilii  Al-Shehbaz
- Descurainia kochii (Asch.) O.E.Schulz — Дескурайния Коха
- Descurainia lasisiliqua  O.E.Schulz
- Descurainia latisiliqua  O.E.Schulz
- Descurainia lemsii  Bramwell
- Descurainia longepedicellata  (E.Fourn.) O.E.Schulz
- Descurainia millefolia (Jacq.) Webb & Berthel. — Дескурайния тысячелистная
- Descurainia myriophylla  (Humb., Bonpl. & Kunth) R.E.Fr.
- Descurainia nana  Romanczuk
- Descurainia nelsonii  (Rydb.) Al-Shehbaz & Goodson
- Descurainia nuttallii  O.E.Schulz
- Descurainia obtusa  O.E.Schulz
- Descurainia paradisa  O.E.Schulz
- Descurainia pimpinellifolia  O.E.Schulz
- Descurainia pinnata  (Walter) Britton
- Descurainia preauxiana  (Webb) Webb ex O.E.Schulz
- Descurainia sophia (L.) Webb ex Prantl — Дескурайния Софии
- Descurainia sophioides (Fisch. ex Hook.) O.E.Schulz — Дескурайния гулявниковая
- Descurainia streptocarpa  O.E.Schulz
- Descurainia stricta  Reiche
- Descurainia titicacensis  (Walp.) Lillo ex Hauman & Irigoyen
- Descurainia torulosa  Rollins
- Descurainia verlettii  O.E.Schulz
- Descurainia virletii  O.E.Schulz
- Descurainia virletii  E.Fourn.